# Swan Hills
Swan Hills ist eine Ortschaft in der kanadischen Provinz Alberta, etwa 180 km nordwestlich von Edmonton sowie 80 km südlich des Kleinen Sklavensees gelegen, die seit dem Jahr 1967 den Status einer Kleinstadt (englisch Town) hat.

## Lage
Die im Big Lakes County gelegene Ortschaft ist über den Alberta Highway 32 und den Alberta Highway 33 zu erreichen. Der 1113 m hoch gelegene Ort liegt im Osten der Hügelregion Swan Hills.

## Demographie
Der Zensus im Jahr 2021 ergab für die Gemeinde eine Bevölkerungszahl von 1201 Einwohnern, nachdem der Zensus im Jahr 2016 für die Gemeinde noch eine Bevölkerungszahl von 1301 Einwohnern ergab.

## Wirtschaft
Knapp ein Drittel der Erwerbstätigen von Swan Hills ist im Industriesektor Erdöl- und Erdgasförderung beschäftigt. Der zweitwichtigste Arbeitgeber von Swan Hills bildet eine 128 ha große Sondermüllverbrennungsanlage, in welcher Müll einschließlich gefährlicher Abfälle in einem Hochtemperaturofen vernichtet wird. Der Tourismus als Wirtschaftsfaktor für die Region hat in den letzten Jahren zugenommen. Angeln und im Winter Schneemobilfahren sind beliebte Freizeitaktivitäten, die in dem Gebiet angeboten werden. Es ist der Bau eines Geothermie-Kraftwerks geplant. 17 km südwestlich von Swan Hills befindet sich eine Versuchsanlage zur in-situ Kohlevergasung.